# Беки (Мангистауская область)
Беки (каз. Бекі) — село в Мангистауском районе Мангистауской области Казахстана. Входит в состав Ондынского сельского округа. Находится примерно в 27 км к юго-юго-западу (SSW) от села Шетпе, административного центра района. Код КАТО — 474643300.
Рядом с селом находится памятник истории и культуры республиканского значения — некрополь Беки.

## Население
В 1999 году население села составляло 400 человек (216 мужчин и 184 женщины). По данным переписи 2009 года, в селе проживало 697 человек (503 мужчины и 194 женщины).